# مركبتا
مركبتا هي قرية لبنانية من قرى قضاء الضنية في محافظة الشمال. يبلغ عدد السكان إستناداً للوائح الصادرة عن وزارة الداخلية و البلديات حوالي 6 الالاف شخص منهم 2500 شخص من أبناء القرية و البقية من المنية و لاجئين سوريين . كما يوجد حوالي 450 مغترب يعيشون اليوم في سيدني .

## التاريخ و الحالة الدينية
سكن البلدة لأول مرة و بشكل دائم " جريج الشامي " الذي قدم من قرية حقل العزيمة ، حيث تعود أصول والده و اعمامه إلى دمشق و لهذا تم إطلاق لقب الشامي عليهم نسبة للشام . و قد وفدوا من الشام أربعة أخوة خلال الفترة الممتدة من عام 1780-1790 و توزعوا على المناطق اللبنانية المختلفة و منهم أبو " جريج الشامي " الذي سكن حقل العزيمة ، ثم قدم ولده جريج إلى مركبتا .تزوج جريج الشامي من مريم خزامي التي من عاصون و التي كانت متزوجة سابقا من شخص من عائلة بشارة ، فتربى ابناء عائلة بشارة مع أبناء جريج الشامي و من خلال زواج الاقارب نشأ اول مجتمع في البلدة و حصل ذلك بين اعوام 1830-1835 . ثم قدمت العائلات الأخرى بعد الحرب العالمية الاولى .وجد بعض الباحثين اثار رومانية و بحسب الدراسات فإن كلمة مركبتا تعني بالسريانية القديمة "التاج"، و قد سكنت قبل مطلع القرن الحادي عشر  .
مركبتا هي بلدة لبنانية ذات غالبية مسيحية أرثوذكسية تتبع إداريا إلى قضاء الضنية - المنية، أما دينيا فهي تتبع لمطرانية طرابلس و الكورة للروم الأرثوذكس و تعتبر العامود الفقري لا للأرثوذكس فقط بل لكل المسيحيين في قضاء الضنية - المنية و هي تأتي في المرتبة الأولى للتجمعات المسيحية في قضاء الضنية - المنية و تليها كل من كفرحبو و المنية و حقل العزيمة .

## الموقع والإرتفاع عن البحر
هي على علو بين 200 إلى 250 مترا عن سطح البحر و تبعد عن مدينة طرابلس عاصمة شمال لبنان قرابة العشرين كيلومترا، أما بعدها عن بيروت فحوالي 102 كيلومترا. تحيط البلدة عدد كبير من البساتين و الحقول و شبه واقعة بين تلال عديدة و نصف الأراضي المحيطة بالبلدة هي مملوكة من قبل أهل البلدة . يمر بداخل البلدة أتوستراد المنية - الضنية الذي يصل قرابة 50 ألف شخص بقرابة 90 ألف من المنطقتين . القرى المحاذية: كفريا، المنية، تربل، زوق بحنين

## الوضع الأمني
حُصرت البلدة عدة مرات خلال الحرب اللبنانية و لكنها لم تسقط بأيدي أي طرف من الأطراف المتنازعة . و في عام 2014 تم تهديدها من قبل تنظيم داعش عبر كتابة جملة مسيئة لأهل البلدة على اتوستراد المنية - الضنية

## المجالس المحلية
يبلغ عدد أعضاء البلدية تسعة أعضاء و مختار .
منصب المختار موجود بالبلدة منذ أكثر من تسعين عاما . أما المجلس فقد انتخب لأول مرة عام 2010 .
عدد الذين يحق لهم الاقتراع حوالي 1100 شخص عام 2016.
و قد فاز في انتخابات البلدية للعام 2016 السيد بسام ميلاد عطية و قد تم خرق لائحته بشخص من الإئحة الأخرى وذلك بعد فرق بالأصوات لم يتعدى 15 صوتا و فاز ايضاً المختار وليد إبراهيم فجلون لدورةٍ ثالثة على التوالي.

## التعليم
هناك مدرسة متوسطة و أخرى ثانوية . عدد المعلمين يصل إلى 30 تقريبا ويبلغ عدد التلاميذ إلى 530 تلميذا .

## المرافق العامة
يوجد في البلدة مستوصف و نادي .